# Карл Фредерик Аделькранц
Карл Фредерик Аделькранц (швед. Carl Fredrik Adelcrantz; 30 січня 1716, Стокгольм — 1 березня 1796, там же) — шведський архітектор, академік Шведської академії наук.

## Життя та творчість
Карл Фредерик Аделькранц народився в сім'ї архітектора Йорана Йосуа Аделькранца  (1668 — 1739). За бажанням свого батька, молодий Карл Фредерик став чиновником, однак у 1739, після смерті свого батька, він вирушив у чотирирічну навчальну подорож Францією та Італією. Після повернення на батьківщину Карл Фредерик працював над зведенням Королівського палацу у Стокгольмі під керівництвом архітектора Карла Горлемана. У наступні десятиліття Аделькранц зробив блискучу кар'єру. У 1757 він був призначений обер-інтендантом Королівської художньої Академії. У 1766 Аделькранц отримав баронський титул.

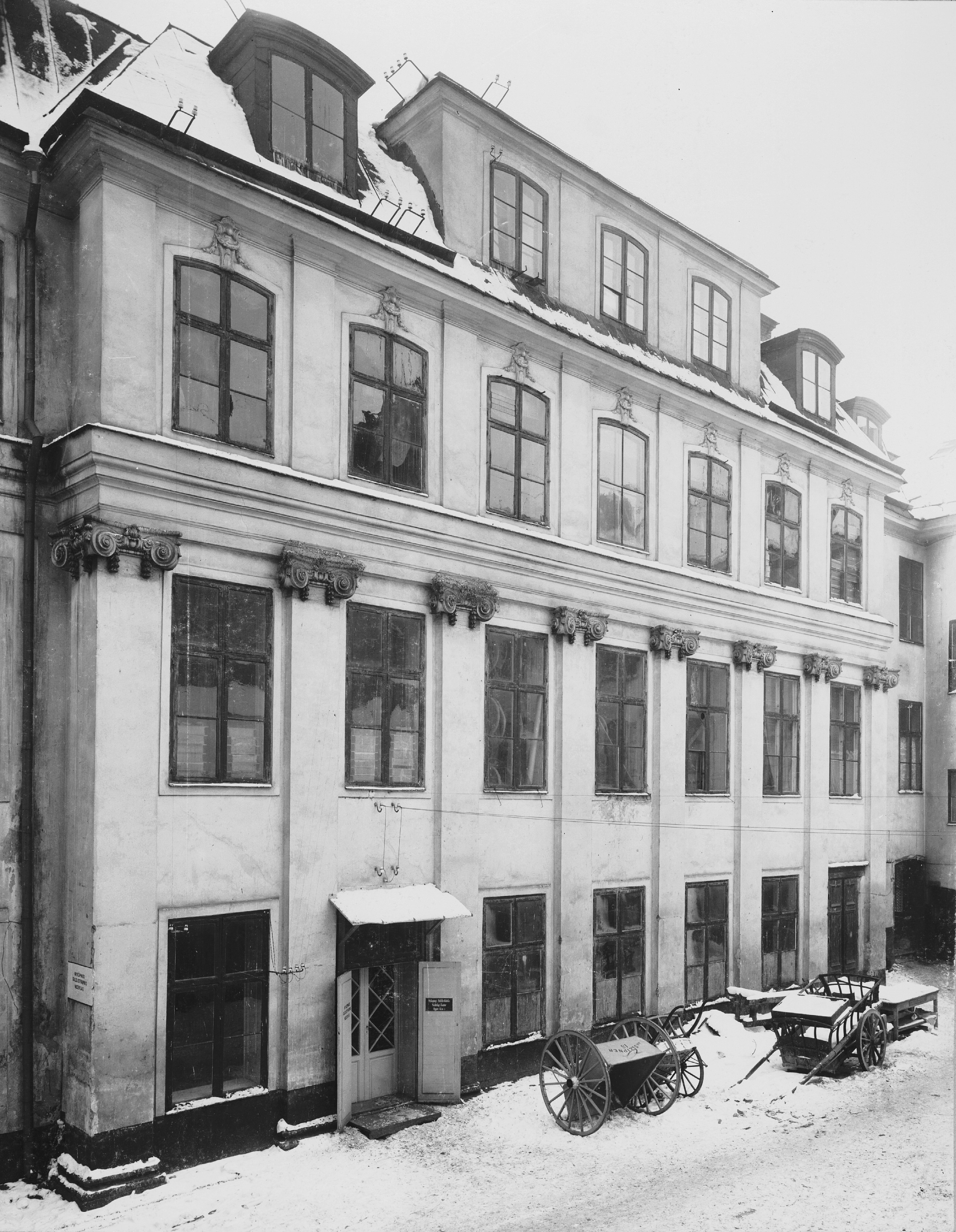
(Adelcrantzka palatset)

У роки правління короля Густава III Карл Фредерик Аделькранц керував зведенням низки палацових комплексів, серед яких слід назвати корінну перебудову палаців Екольсунд та Фредріксгов. Однак вершиною його архітектурної творчості є будівлі Королівської опери в Стокгольмі (1775 — 1782) і Королівського драматичного театру (1762 — 1766), а також побудований в стилі рококо Китайський палац ( Kina Slott, 1764 — 1766) в комплексі палацу Дроттнінггольм список Світової спадщини ЮНЕСКО). У 1768 — 1783 за проєктом  Аделькранца в Стокгольмі в неокласичному стилі (з деталями рококо) було зведено церкву Адольфа Фредерика, яка стала єдиною церквою, зведеною ним.
Карл Фредерик Аделькранц є одним із найбільших шведських архітекторів другої половини XVIII століття. Його творчість відрізняється двома особливостями, що залишили свій слід у шведській архітектурі: широким впровадженням рококо та розвитком (під французьким впливом) особливого стилю класицизму шведського напряму, що одержав назву «густавіанський стиль», головним представником якого і був сам Карл Фредерик Аделькранц.

## Галерея

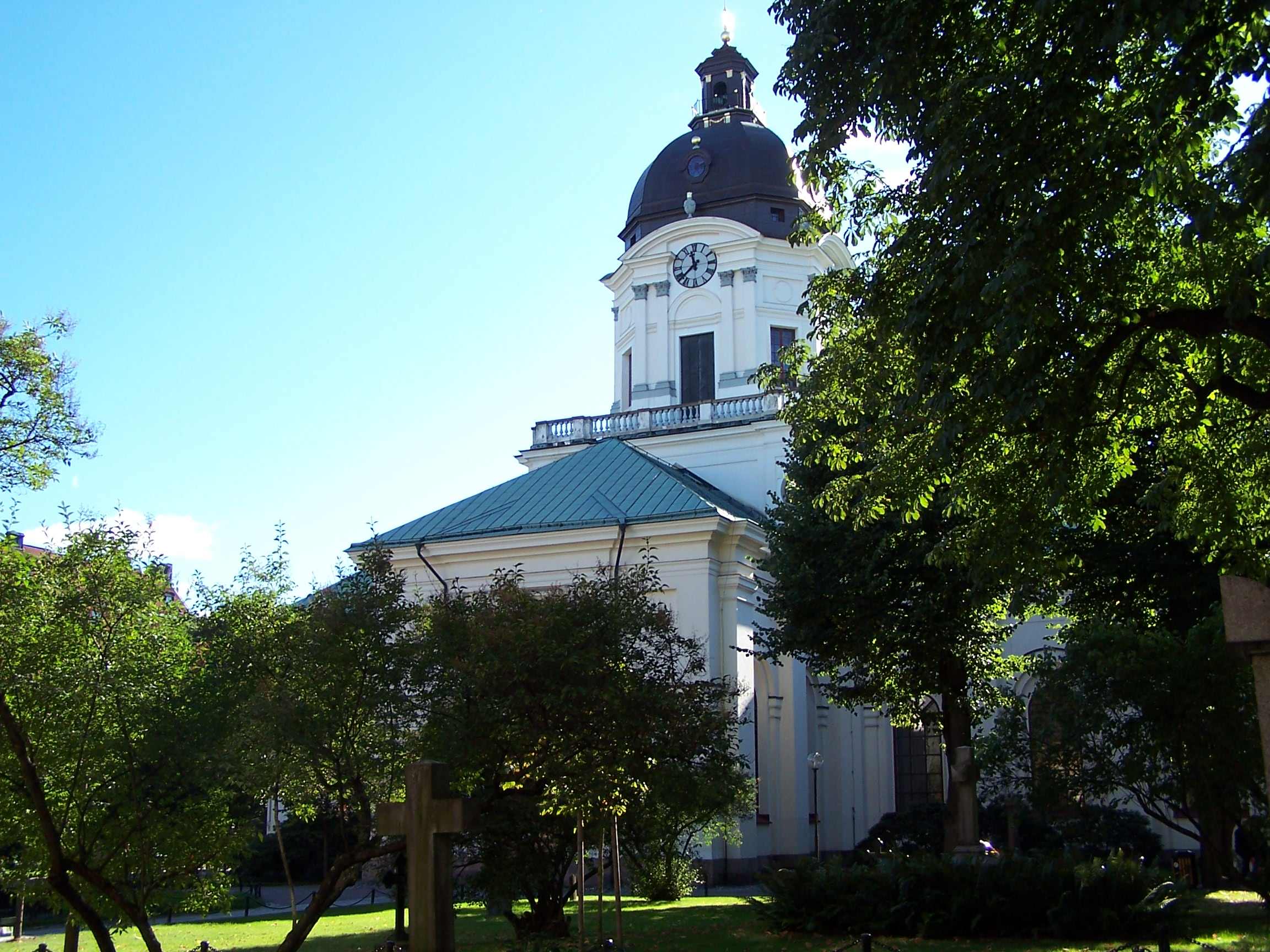
Церква Адольфа Фредріка
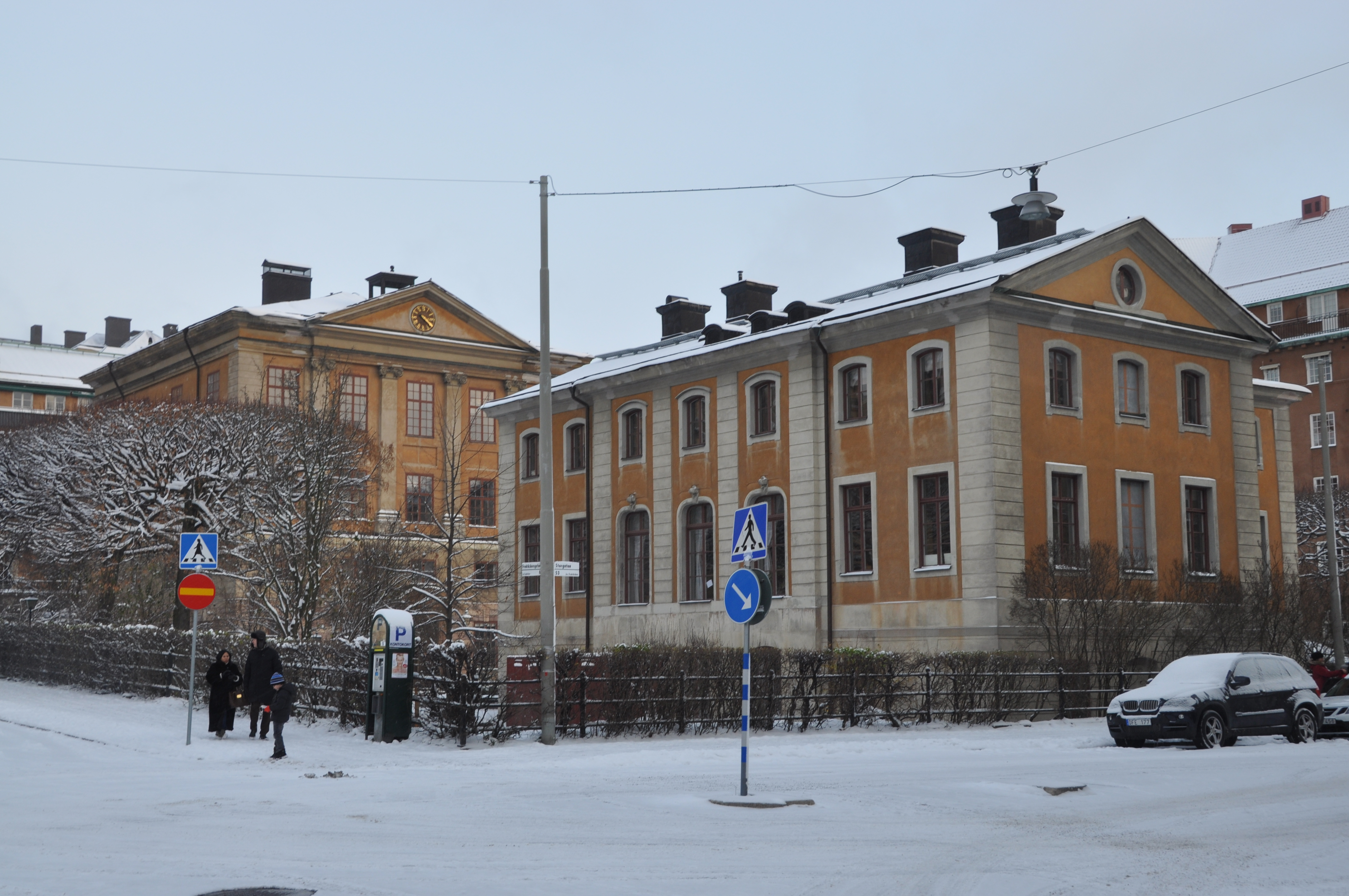
Палац Фредріксхов
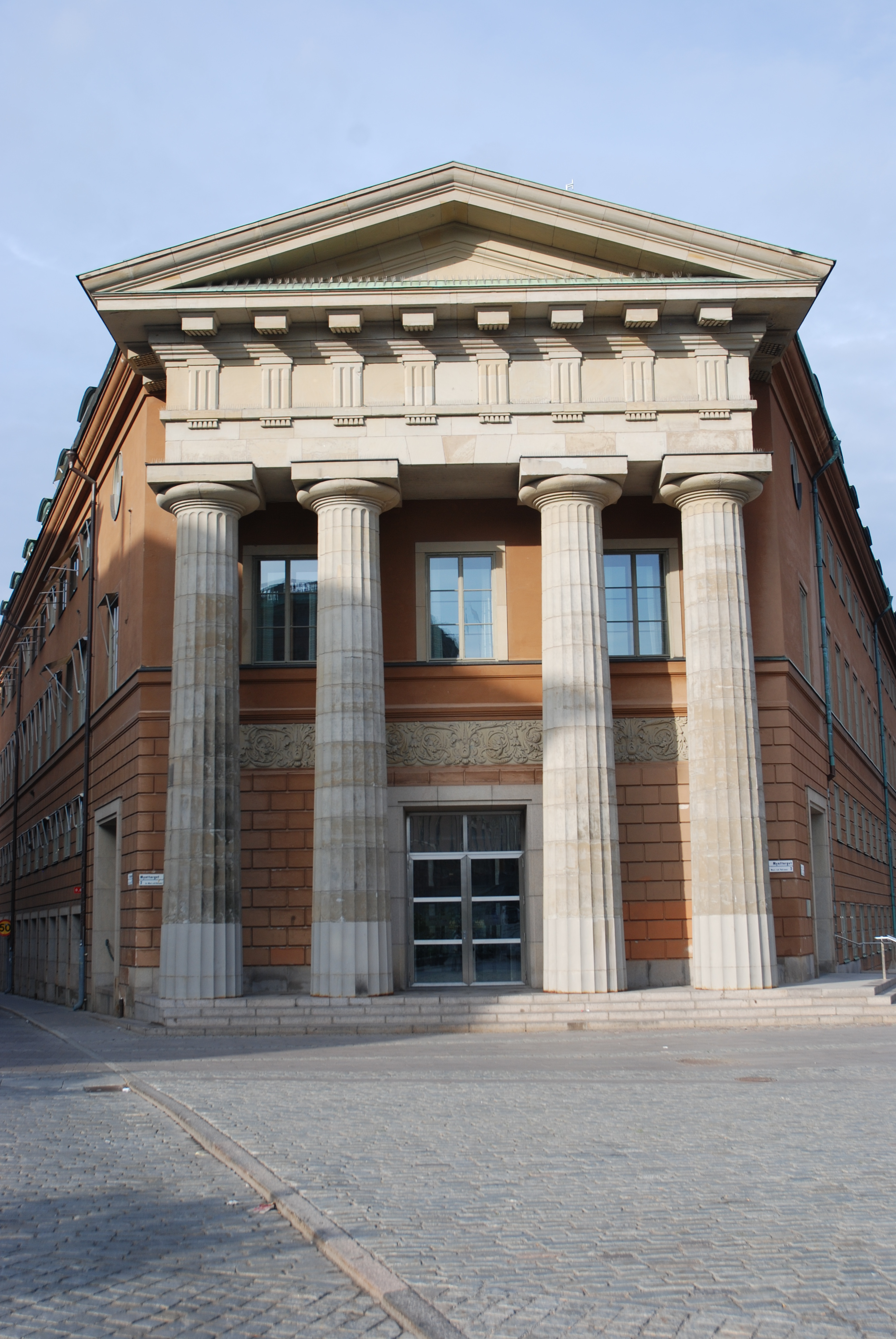
Шведська урядова канцелярія
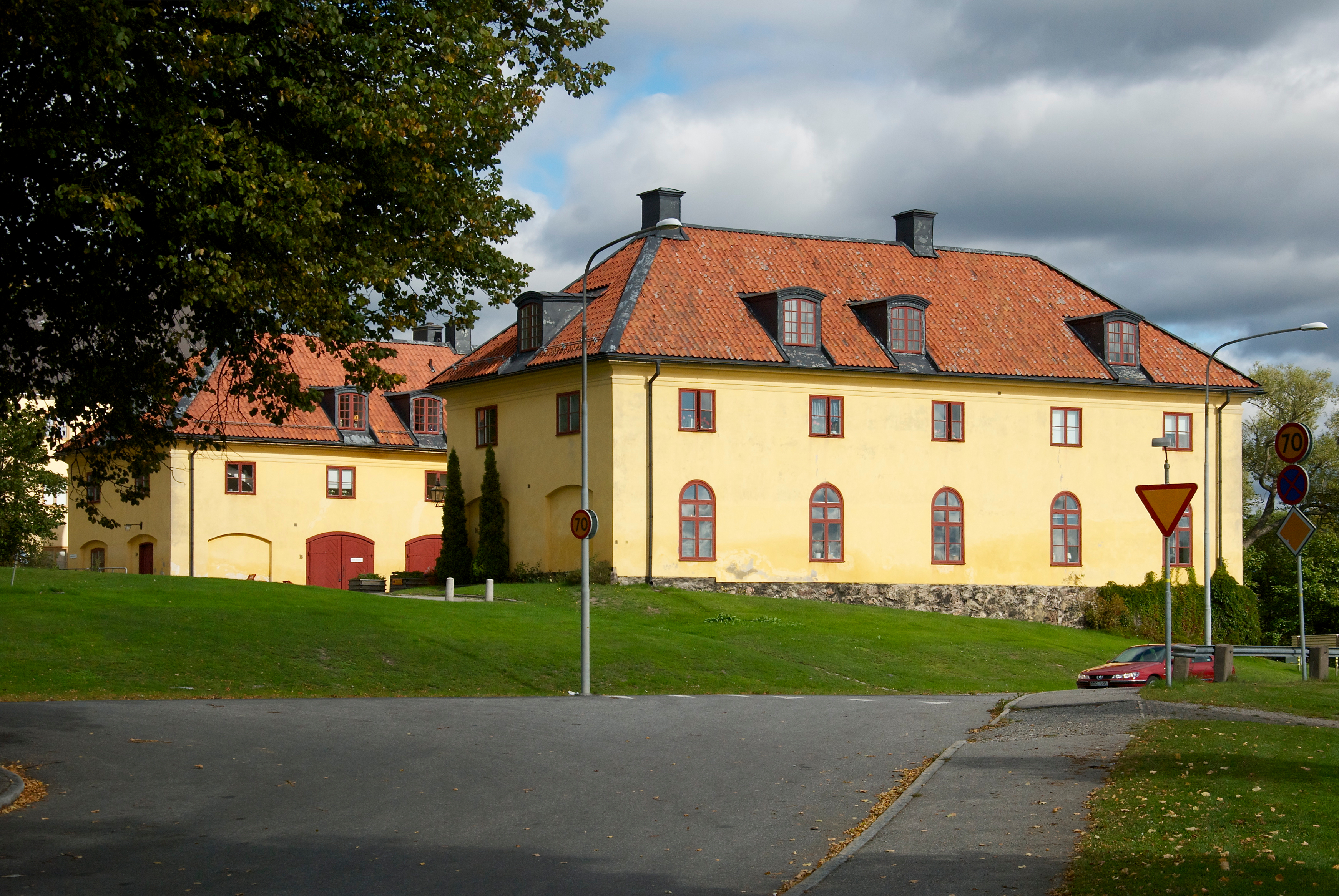
Герцогські стайні
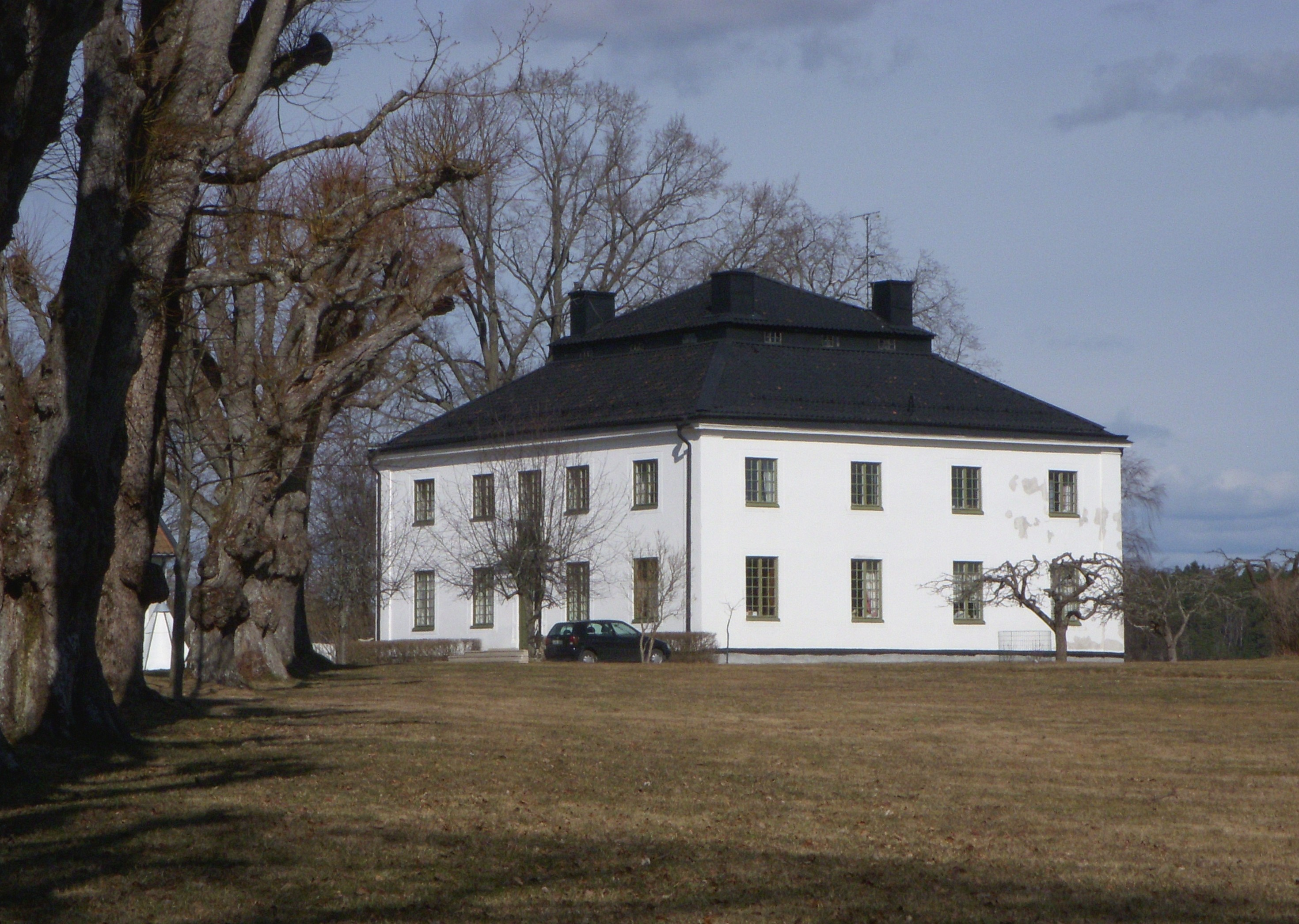
Садиба Тронгсунда